# Oschersleben (Bode)
Oschersleben település Németországban, azon belül Szász-Anhalt tartományban. Lakosainak száma 19 885 fő (2023. december 31.). Oschersleben Quedlinburg, Kroppenstedt és Gröningen községekkel határos.

## Népesség
A település népességének változása:
| Lakosok száma | 17 900 | 19 807 | 19 630 | 19 193 | 19 704 | 19 885 |
|               | 2012   | 2017   | 2019   | 2021   | 2022   | 2023   |